# Stromlinienlokomotive

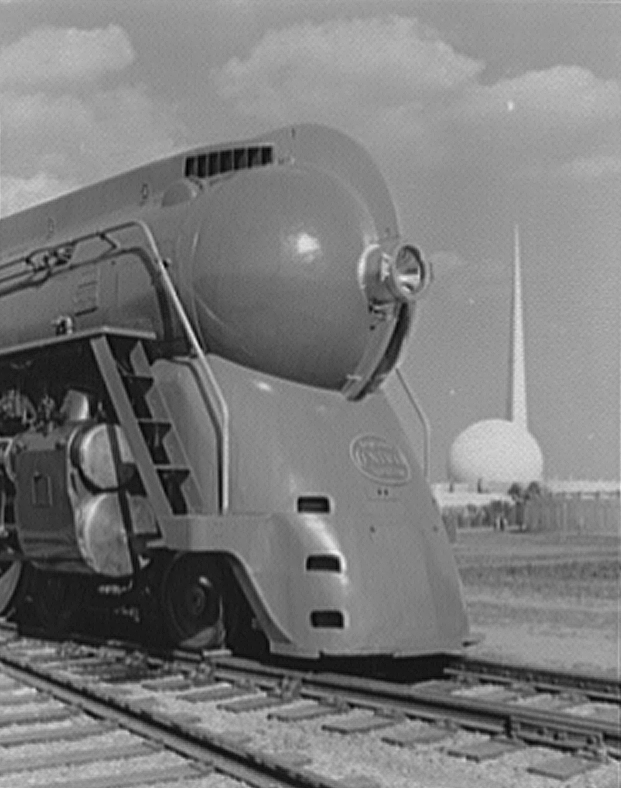
Klasse J-3a der New York Central Railroad mit „Bullet Nose“-Design von Henry Dreyfuss

Stromlinienlokomotive ist die Bezeichnung für eine Lokomotive, bei der die Lehren der Aerodynamik angewendet wurden, um die Strömung um das Fahrzeug zu verbessern, oder bei der die Lokomotive von ihrem Aussehen her diesen Eindruck vermittelt. Im engeren Sinne werden nur solche Loks als Stromlinienlokomotiven bezeichnet, die aus einer Epoche stammen, in der die Aerodynamik gerade erst anfing, bei der Gestaltung von Fahrzeugen berücksichtigt zu werden.

## Hintergrund
Der Luftwiderstand ist ein schnell spürbarer Widerstand. Die Anfang des 19. Jahrhunderts entworfenen Dampfloks waren zunächst vollkommen offen und ohne jeden Wetterschutz für Lokomotivführer und Heizer, relativ früh wurden jedoch schon Windschutzwände eingebaut. Ab etwa Mitte des 19. Jahrhunderts erhielten die meisten Lokomotiven vollständige Führerhäuser. Mit den steigenden Zuggeschwindigkeiten wurde erstmals am Ende des 19. Jahrhunderts die Aerodynamik mit bedacht. In Europa entstanden bei mehreren Bahngesellschaften um 1900 erste Lokomotiven mit „Windschneideführerhäusern“ und Teilverkleidungen. 
Die ernsthafte Entwicklung von Stromlinienlokomotiven begann in den 1930er Jahren, mit dem Aufkommen von Flugzeugen und Automobilen, die den Zügen allmählich Konkurrenz machten. Insbesondere in Großbritannien und den USA gab es zudem einen starken Wettkampf zwischen den Bahngesellschaften, die häufig dieselben Verbindungen anboten. Bekannte Beispiele sind die Konkurrenz von Hiawatha und Pioneer Zephyr zwischen Chicago und Minneapolis oder 20th Century Limited und Broadway Limited zwischen Chicago und New York in den USA und des Coronation und Coronation Scot in Großbritannien zwischen London und Schottland. Daher versuchten die Bahngesellschaften zunächst, der neuen Konkurrenz durch verkleidete Dampflokomotiven entgegenzutreten, von denen sie kürzere Reisegeschwindigkeiten und reduzierten Energieverbrauch erwarteten. 
Mit strömungsgünstig verkleideten Dampflokomotiven gelang es ab etwa Mitte der 1930er Jahre erstmals, Geschwindigkeiten von ungefähr 200 km/h zu erreichen. Beispiele solcher Lokomotiven sind die 05 002 der Baureihe 05 der deutschen Reichsbahn, die LNER-Klasse A4 in Großbritannien oder in den USA die Atlantics der Klasse A und Baltics der Klasse F-7 der Milwaukee Road, die Super Hudsons Klasse J-3a der New York Central (NYC) und „Duplex“-Loks Klasse S1 und T1 der Pennsylvania Railroad (PRR). Die europäischen Maschinen erreichten diese Geschwindigkeiten nur auf Versuchsfahrten, wogegen die Lokomotiven der MILW, PRR und NYC solche Geschwindigkeiten auch planmäßig annähernd erreichten.

## Entwicklungen in Frankreich
Eine der ersten Stromlinenlokomotiven überhaupt wurde von der französischen PLM entwickelt. Die 220 PLM C 61 à C 180, genannt „Coupe Vent“ (frz.: Windschneider) wurde ab 1898 gebaut und zog berühmte Züge wie den Calais-Paris-Mediterranee Express. Auch später wurden die 230 PLM 3401 bis 3735 und andere Lokomotiven der PLM mit Verkleidungen ausgeliefert. In den 1930er Jahren wurde dann der „Train aérodynamique“ (frz.: Aerodynamischer Zug) entwickelt, der zwischen Paris und Marseille in 9 Stunden verkehrte. Auch die Compagnie des chemins de fer du Nord rüstete einige ihrer „Super Pacifics“ 3.1280 mit Stromschalen aus.
Nach dem Zweiten Weltkrieg begann auch die 1937 gegründete SNCF mit weiteren Entwicklungen. In diesem Zuge wurden die Lokomotiven der Baureihen 230 Est 230 103 bis 230 280, 232 R, 232S und 232 U 1 mit einer Stromschale ausgerüstet.

## Entwicklungen in Deutschland

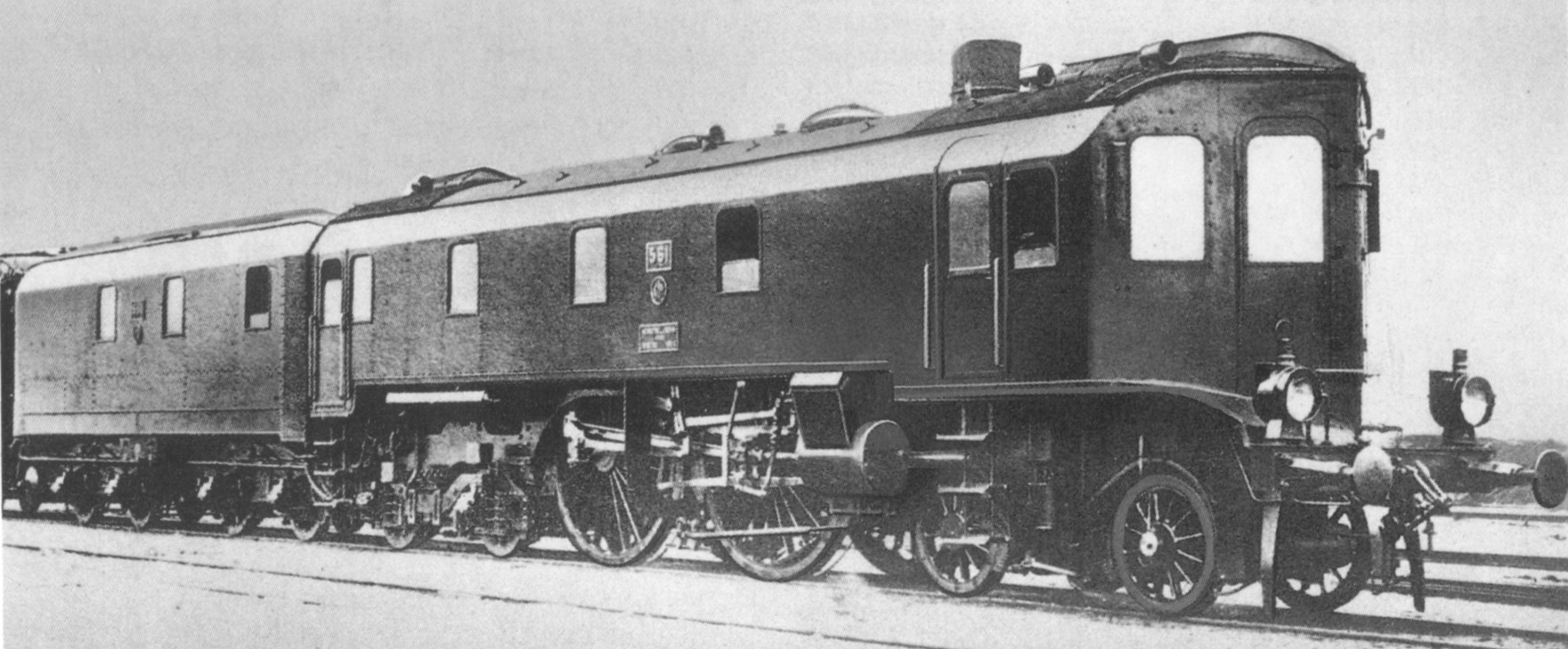
Preußische „Altona 561“

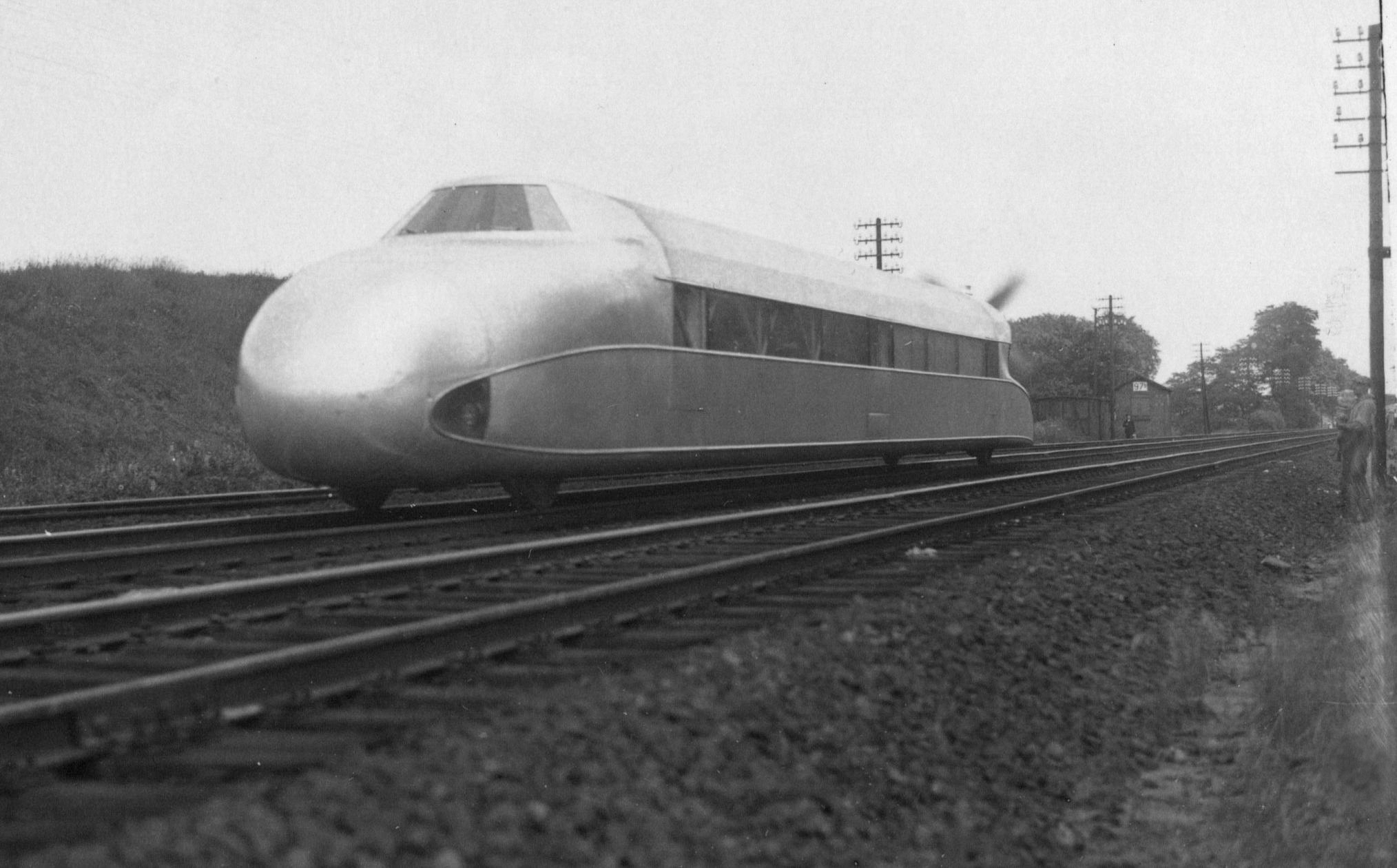
Der Schienenzeppelin

Seit etwa 1900 gab es Bestrebungen, die Windschlüpfigkeit von Dampflokomotiven zu verbessern. Ein typisches Beispiel aus der Zeit vor dem Ersten Weltkrieg ist die Schnellfahrlokomotive S 2/6 der Königlich Bayerischen Staatsbahn, welche Windschneiden an Führerhaus, Rauchkammertür und Schornstein aufwies. Auch die ersten Lokomotiven der Gattung P 8 (spätere Baureihe 38.10) der Preußischen Staatseisenbahnen hatten wegen der geplanten Höchstgeschwindigkeit von 110 km/h eine Windschneide an der Führerhausvorderwand erhalten. Einzelstücke blieben die ganz bzw. teilweise verkleideten Versuchsloks Preußische S 9 Altona 561 und Altona 562.
Systematische Versuche zur Aerodynamik von Dampflokomotiven wurden in Deutschland jedoch erst in den 1930er-Jahren vorgenommen, nachdem der von Franz Kruckenberg 1929 entwickelte und ab 1930 erprobte Schienenzeppelin gezeigt hatte, welche Wirkung eine aerodynamische Fahrzeuggestaltung haben kann. Als erstes wurde 1934 eine Lokomotive der Baureihe 03 (03 154) mit einer teilweisen Verkleidung versehen und von der Deutschen Reichsbahn getestet. Neben der Untersuchung der Aerodynamik galt es auch zu ermitteln, inwieweit sich das Triebwerk der Lokomotive, insbesondere die Lager, durch fehlende Luftzufuhr erwärmen. Auch die ausreichende Zufuhr von Verbrennungsluft unter den Rost war ein wichtiger Punkt. Die Versuche ergaben, dass eine verkleidete 03 bei 120 km/h einen Leistungsgewinn von 290 PS gegenüber der unverkleideten Version hatte; bei 140 km/h waren es sogar 385 PS. Bei einer indizierten Leistung von 1980 PS war dies ein Gewinn von zirka 15 beziehungsweise 20 Prozent. Eine weitere Lok dieser Baureihe – die 03 193 – wurde 1935 mit einer ebensolchen Stromschale ausgerüstet. Die Ergebnisse dieser Untersuchungen flossen in die Gestaltung der zwei Schnellfahrlokomotiven der Baureihe 05 ein, die beide mit vollständiger Stromlinienverkleidung 1935 abgeliefert wurden. Den beiden konventionell konstruierten Lokomotiven der Baureihe 05 folgte 1937 die 05 003, die über einen Frontführerstand verfügte und für die Verfeuerung von Steinkohlenstaub ausgelegt war.
Zwischenzeitlich entstand, ebenfalls mit Vollverkleidung, die Tenderlokomotive der Baureihe 61, die für den Schnellverkehr zwischen Berlin und Dresden vorgesehen war. Hierzu gab es eine passende Wagengarnitur, den sogenannten Henschel-Wegmann-Zug, der sich aerodynamisch der Lokomotive anpasste. Ein zweites Exemplar dieser Lokomotivbauart wurde 1939 in leicht veränderter Form gebaut.
Eine weitere Schnellzuglok mit Stromlinienverkleidung war die DR-Baureihe 06, die 1939 von Krupp in zwei Exemplaren abgeliefert wurde. Im gleichen Jahr wurden auch die ersten Lokomotiven der Baureihe 0110 und Baureihe 0310 in Dienst gestellt; mit beiden Baureihen wurde erstmals eine größere Serie von Lokomotiven mit Stromlinienverkleidung gefertigt, nämlich 55 Stück der Baureihe 0110 und 60 Stück der Baureihe 0310. Die Form der Verkleidung beider Baureihen ähnelte sich, unterschied sich aber optisch von den bisherigen Stromlinienlokomotiven.
Als letzte Reichsbahnlokomotive mit Stromlinienverkleidung kam 1941 noch mit der Baureihe 1910 eine Dampfmotorlokomotive mit Einzelachsantrieb hinzu. Ihre Verkleidung glich optisch jener der 0110.
Nicht nur die Reichsbahn beschaffte in Deutschland Stromlinienlokomotiven. Die bis 1938 private Lübeck-Büchener Eisenbahn (LBE) ließ bei Henschel & Sohn die drei Tenderlokomotiven LBE Nr. 1 bis 3 mit der Achsfolge 1’B’1 bauen, die ab 1936 im Schnellverkehr der LBE zwischen Hamburg und Lübeck die ebenfalls neuen Doppelstock-Stromlinien-Wendezüge der LBE bespannten. Mit der Übernahme der LBE durch die Reichsbahn im Jahr 1938 wurden die Maschinen der Baureihe 60 der DR zugeordnet.

Dampflokomotiven der Deutschen Reichsbahn mit Stromlinienverkleidung
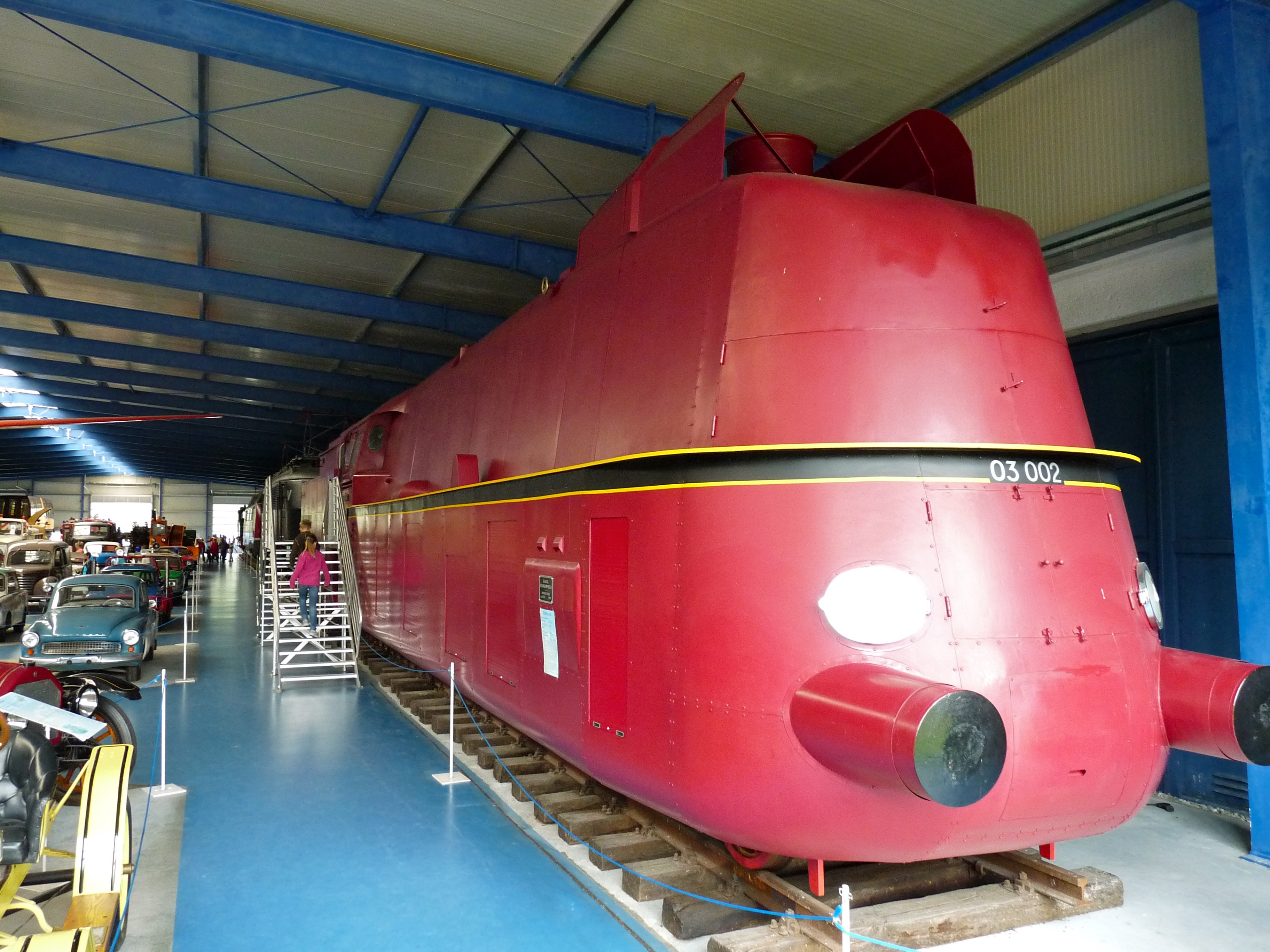
03 002 im Oldtimer Museum Rügen mit Stromlinie in Form der 03 193
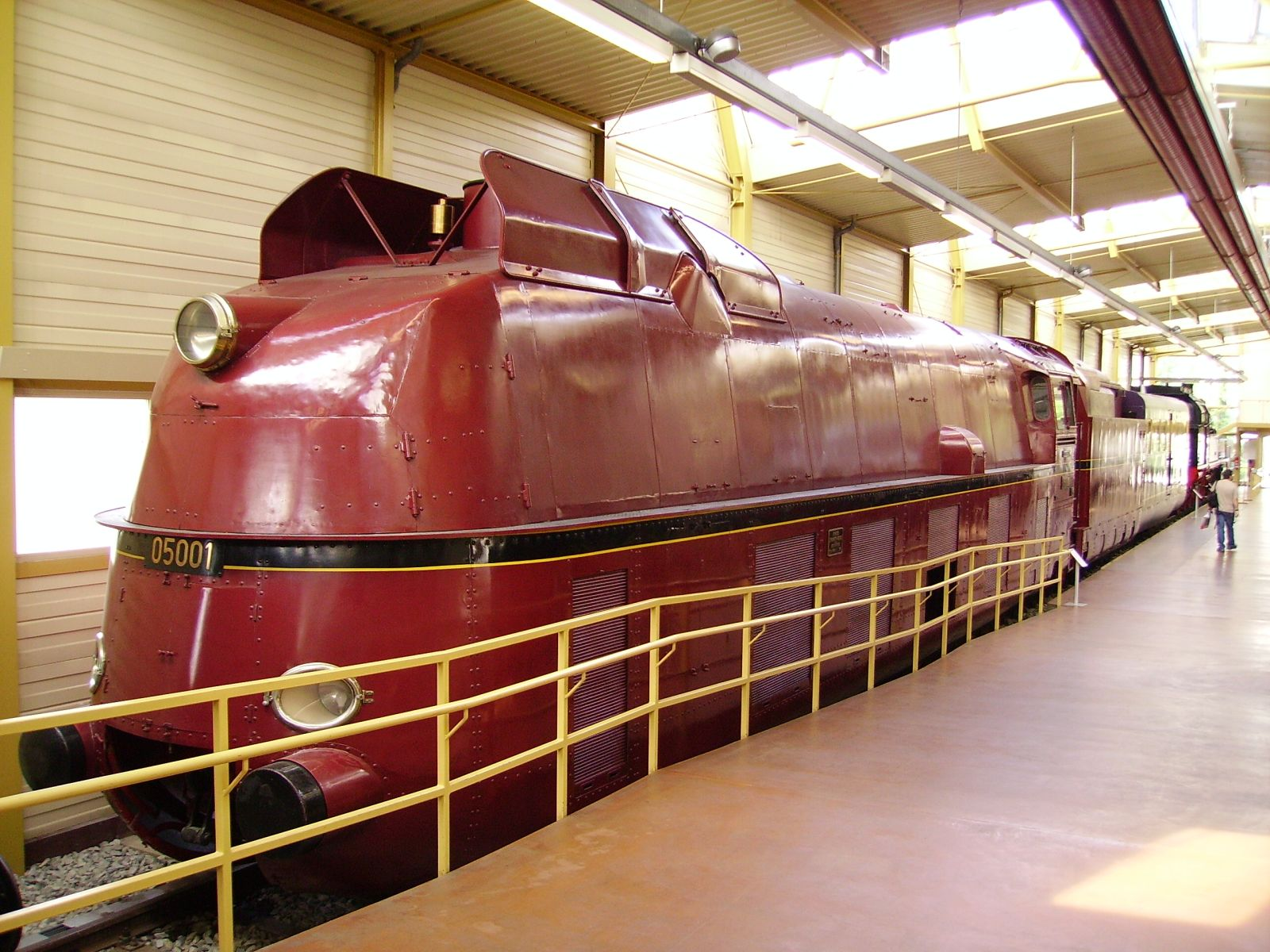
05 001 im DB-Museum in Nürnberg
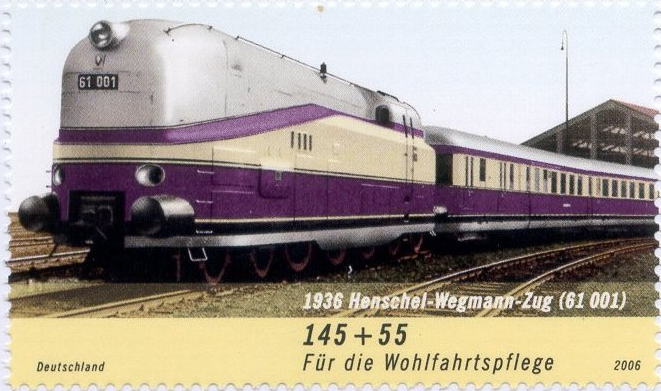
61 001 mit Henschel-Wegmann-Zug
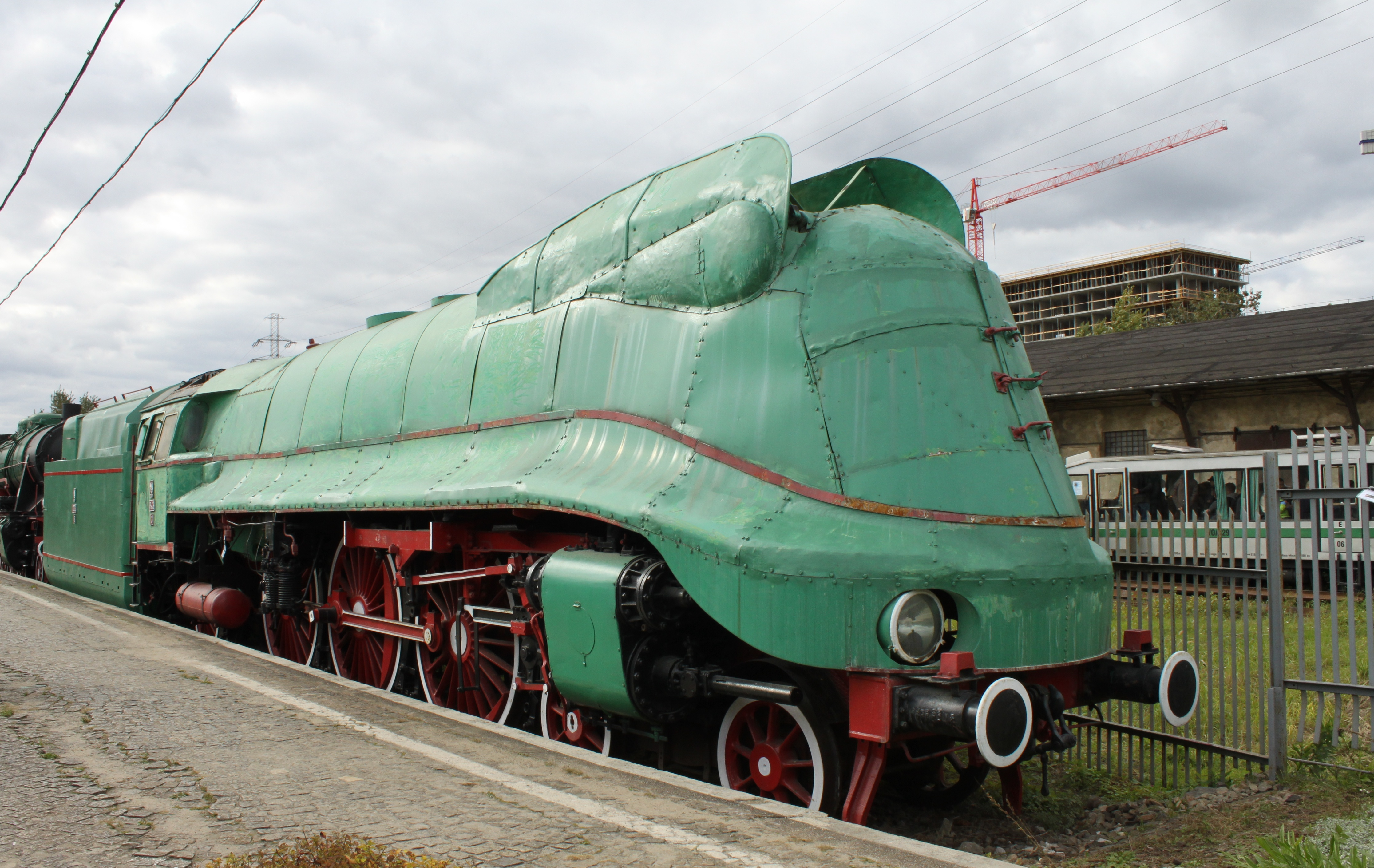
Teilentstromte ehemalige 03.10 als polnische Pm 3-3 in Warschau
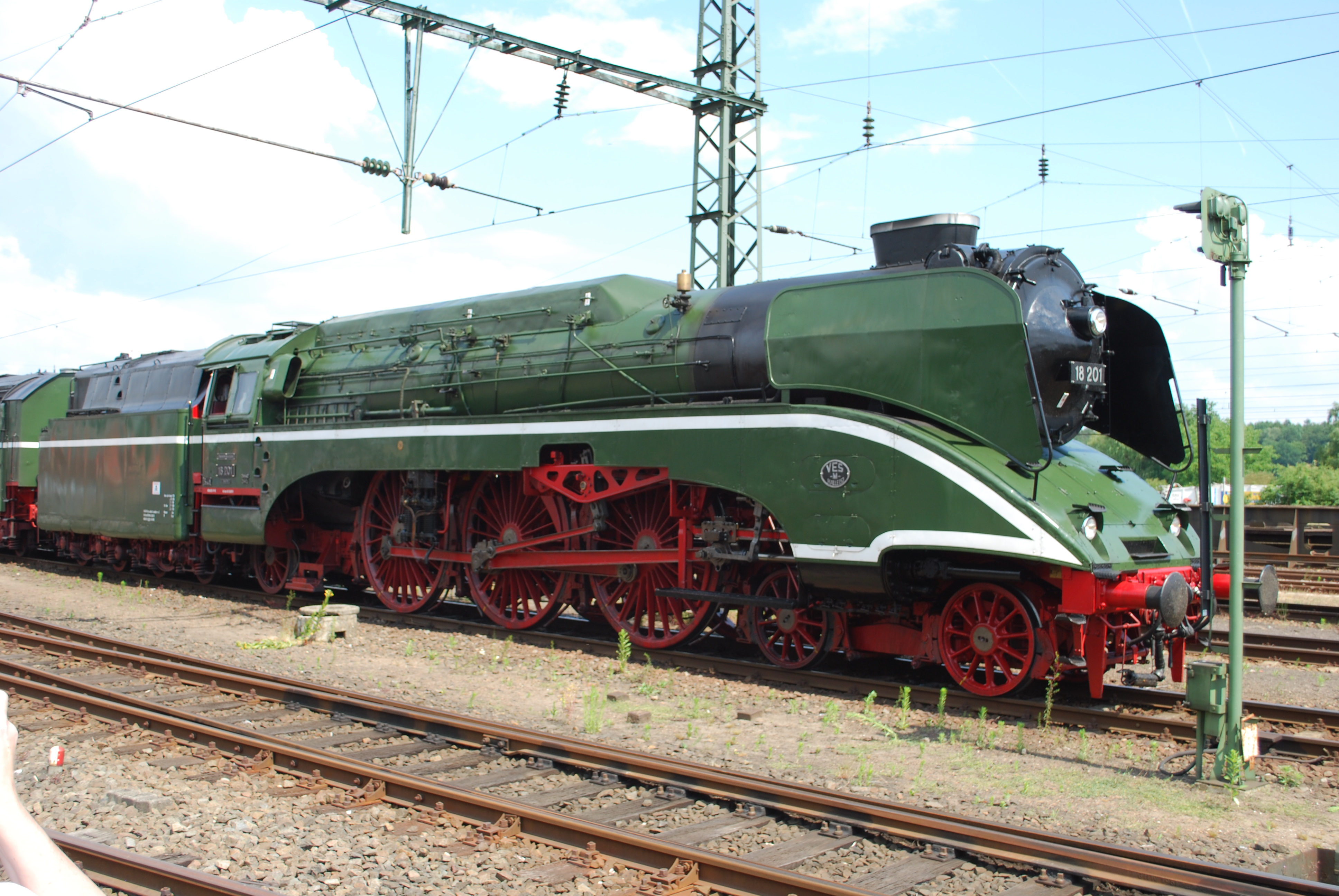
Vormalige 61 002 nach Umbau als teilverkleidete 18 201

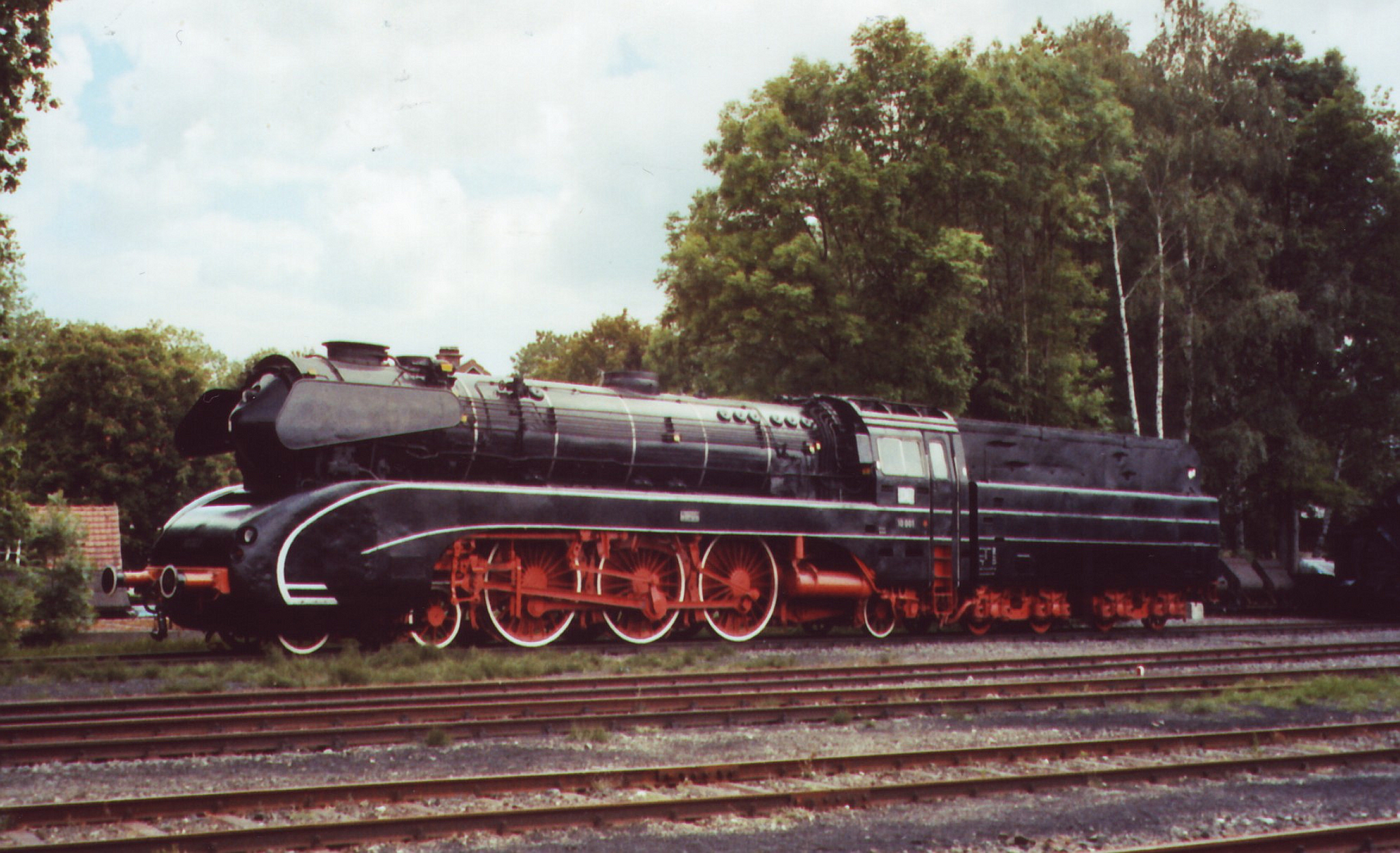
Teilverkleidete 10 001 beim DDM

Bei allen deutschen Stromlinienlokomotiven wurde, sofern sie nicht ausgemustert wurden, nach dem Zweiten Weltkrieg die Stromlinienverkleidung entfernt. Lediglich einige nach dem Krieg in Polen verbliebene und dort als Pm3 bezeichnete Lokomotiven der Baureihe 0310 behielten ihre Verkleidung.
Neben Dampflokomotiven sind in Deutschland auch die Elektrolokomotiven der Baureihe E18 und E19 zu nennen, die vor dem Zweiten Weltkrieg als Stromlinienloks entworfen wurden und im Falle der E19 bis zu 180 km/h erreichen sollten.
Die Deutsche Bundesbahn erhielt 1957 mit der DB-Baureihe 10 nochmals zwei verkleidete Dampflokomotiven. Es handelte sich hierbei um eine Teilverkleidung, bei der lediglich die Frontpartie des Triebwerks, die Rauchkammer und der Tender abgedeckt wurden. Der Kessel und das Führerhaus blieben unverkleidet.
In der DDR entstanden bei der Deutschen Reichsbahn durch Umbau zwei Schnellfahrlokomotiven, die der Baureihe 18 zugeordnet wurden. Beide erhielten eine Teilverkleidung ähnlich der Baureihe 10. Beide Lokomotiven sind heute noch erhalten. Die betriebsfähige 18 201 gehört dem deutschen Eisenbahnunternehmen Wedler Franz Logistik (WFL). Sie ist die schnellste noch betriebsfähige Dampflokomotive der Welt, im Jahr 1972 erreichte sie bei einer Testfahrt der 18 201 eine Geschwindigkeit von 182 km/h. Die zweite dieser Schnellfahrlokomotiven, die 18 314, eine umgebaute badische IV h, ist als Museumsexponat im Auto- und Technikmuseum Sinsheim erhalten.

## Entwicklungen in Großbritannien

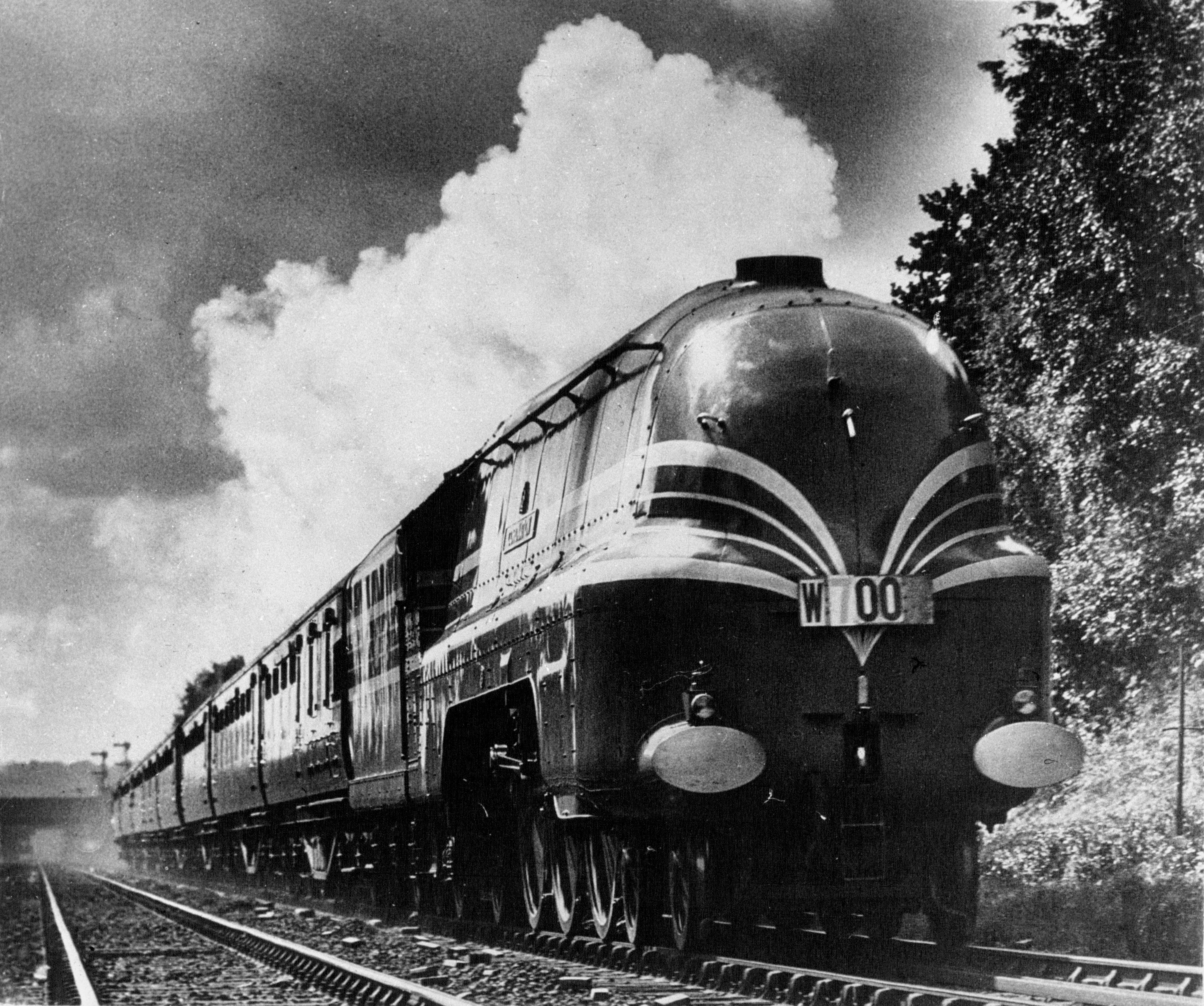
Lokomotive der LMS-Klasse 7P „Coronation“ um 1937 vor einem Expresszug zwischen London und Schottland

Im Vereinigten Königreich beschafften in den 1930er Jahren drei der vier damals existierenden großen Eisenbahngesellschaften (Big Four) Dampflokomotiven mit Stromlinienverkleidung. Lediglich die Great Western Railway verzichtete auf entsprechende Lokomotiven, zumal sie mit dem Cheltenham Flyer bereits ohne Stromlinienlokomotiven den schnellsten britischen Expresszug anbieten konnte. 
Den Beginn machte die London and North Eastern Railway (LNER), die ab 1935 die Lokomotiven der LNER-Klasse A4 beschaffte. Eine der insgesamt gelieferten 35 Lokomotiven, die Lokomotive 4468 Mallard, erzielte am 3. Juli 1938 mit 201,2 km/h (125 mph) den Geschwindigkeitsweltrekord für Dampflokomotiven, der seitdem nicht mehr überboten wurde. Weitere mit Stromlinienverkleidung ausgestattete Lokomotiven der LNER waren die Klassen P2 und B17. Während die P2 mit Stromlinienverkleidung beschafft wurden, wurden von den ab 1928 gelieferten B17 lediglich zwei Maschinen nachträglich mit einer Verkleidung ausgerüstet. Die A4 behielten ihre Verkleidungen bis zur Ausmusterung Mitte der 1960er Jahre, während sie bei den P2 und B17 bald nach dem Krieg abgebaut wurde.
Die zwischen London und Schottland in Konkurrenz zur LNER stehende London, Midland and Scottish Railway (LMS) reagierte mit den stromlinienverkleideten Maschinen der LMS-Klasse 7P „Coronation“ auf die A4 der LNER, von denen eine ab dem 29. Juni 1937 für etwa ein Jahr mit 183 km/h bzw. 114 mph den britischen Geschwindigkeitsrekord auf Schienen hielt. Nach dem Zweiten Weltkrieg wurden bei allen Maschinen die Verkleidungen entfernt.
Ab 1941 setzte mit der Southern Railway (SR) die dritte britische Eisenbahngesellschaft ebenfalls verkleidete Lokomotiven ein. Die Verkleidung der Maschinen der SR-Klasse Merchant Navy und der SR-Klasse West Country und Battle of Britain wurde von ihrem Konstrukteur Oliver Bulleid jedoch bewusst nur als „air-smoothed“ bezeichnet und war weniger zur Erzielung hoher Geschwindigkeiten gedacht. Sie sollte vielmehr die Außenreinigung erleichtern und den Expresszügen der SR ein einheitliches Erscheinungsbild geben. Ein Großteil der Maschinen wurde ab Ende der 1950er Jahre umfassend umgebaut und verlor dabei die Verkleidung.

## Entwicklungen in Amerika

Amerikanische Stromlinienloks von General Electric und General Motors
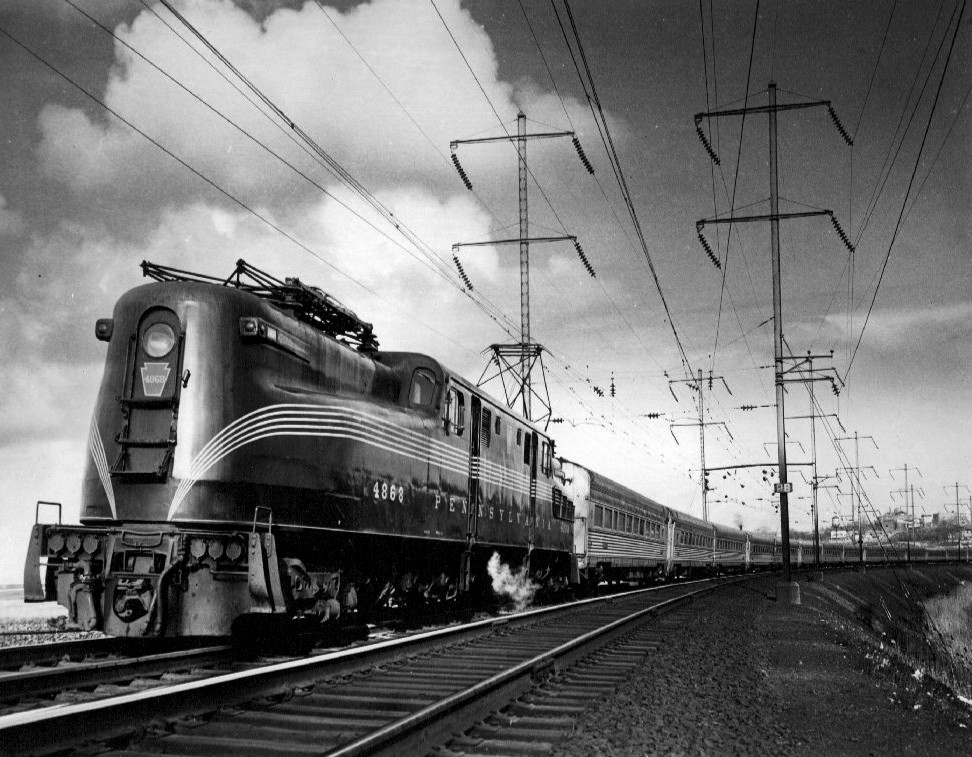
Elektrolokomotive GG1 (erstes Baujahr 1935) der Pennsylvania Railroad
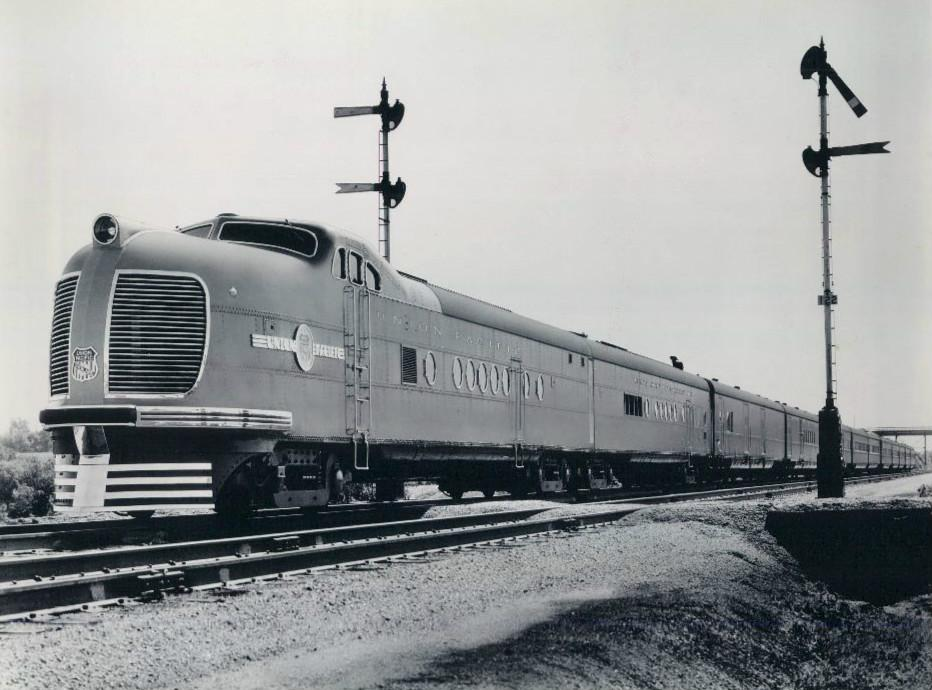
„City of Denver“-Triebkopf (M-10003-10006 Baujahr 1936) Union Pacific
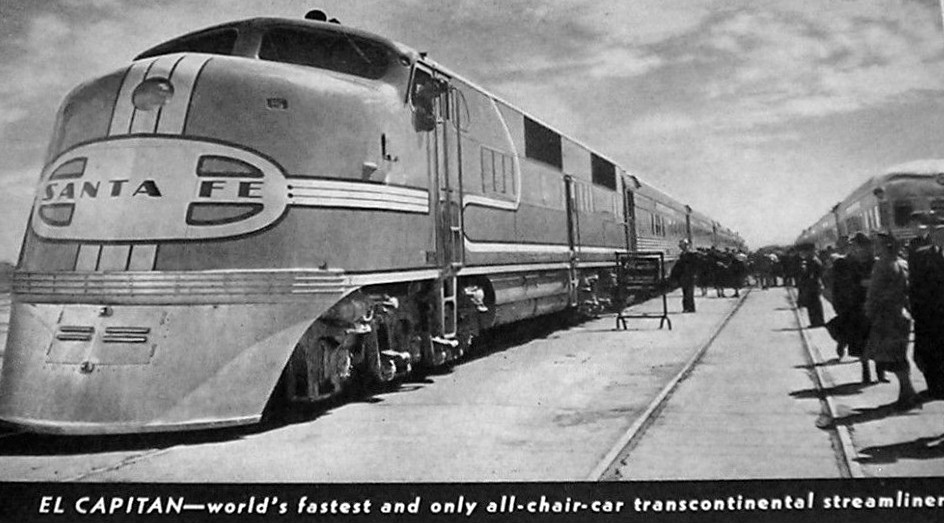
„El Capitan“-Diesellok (EMC E1 Baujahr 1937–1938) Santa Fe
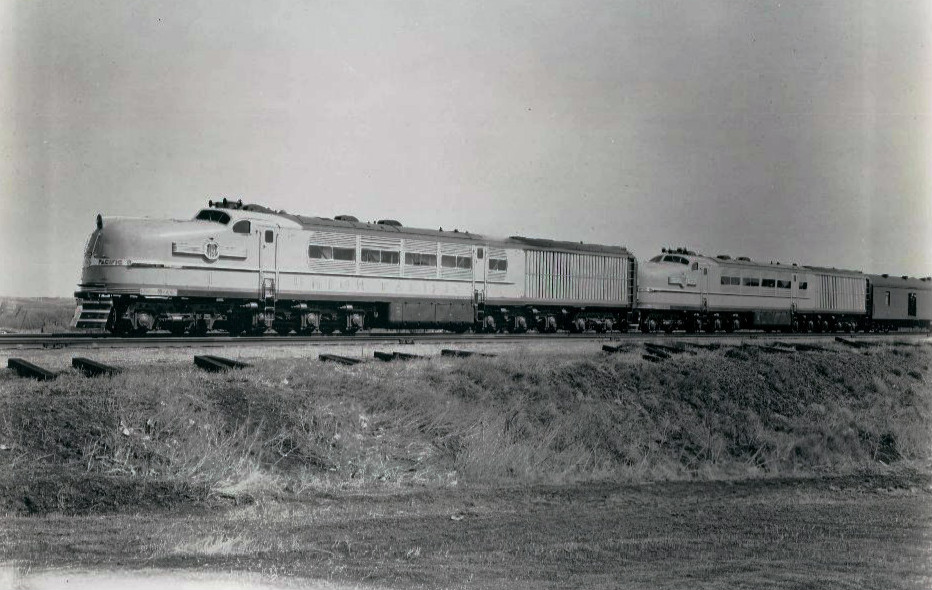
Dampfturbinen-elektrische Lokomotiven (GE Baujahr 1939) Union Pacific

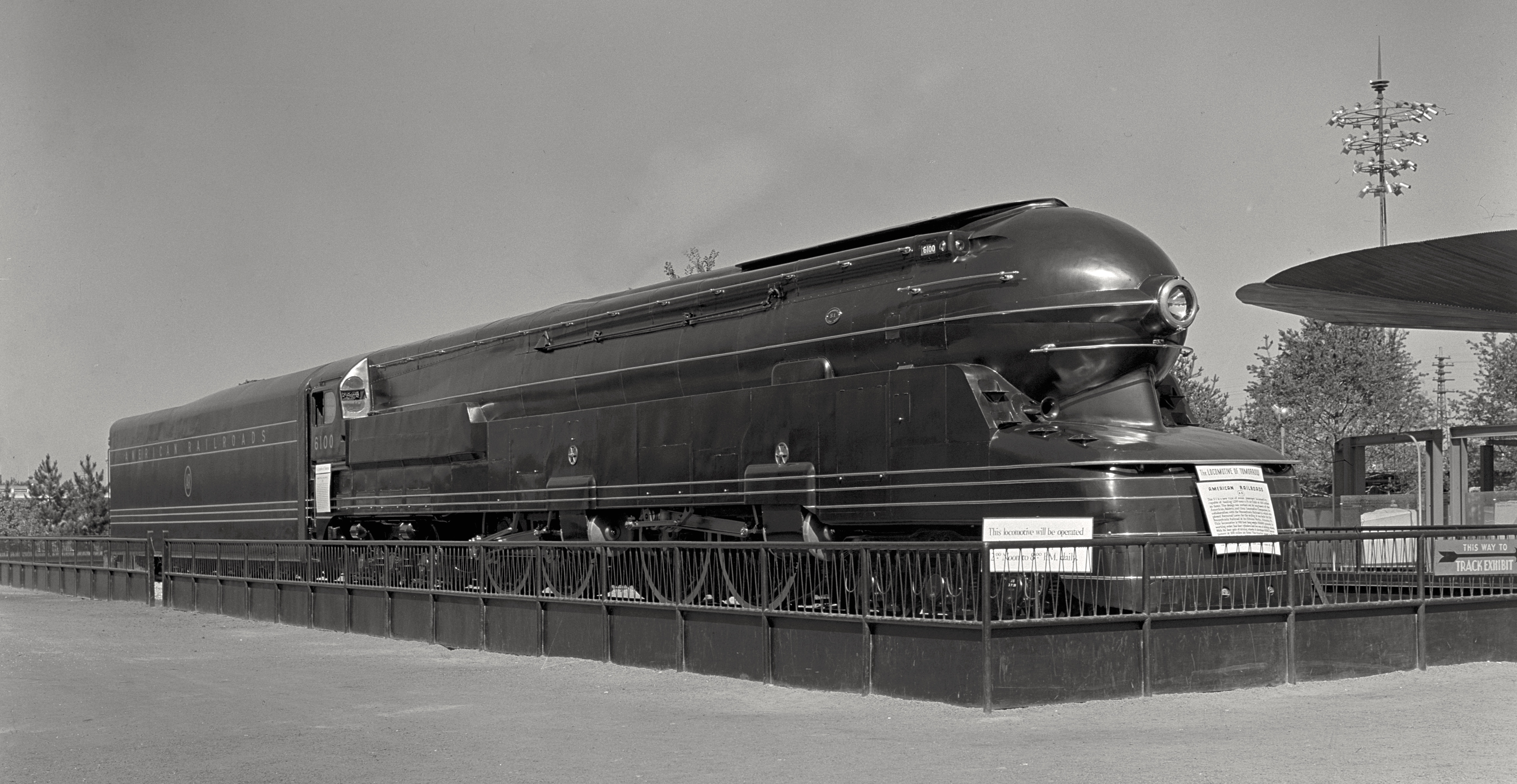
Die von Raymond Loewy gestaltete Pennsylvania Klasse S1 6-4-4-6 Dampflokomotive bei der New Yorker Weltausstellung am 15. Juli 1939

In Amerika begann die Entwicklung moderner Stromliniendampflokomotiven ebenfalls in den 1930er Jahren. Die wichtigsten Vertreter waren die Atlantics Klasse A und -Baltics Klasse F-7 der Milwaukee Road, die „Super Hudsons“ Klasse J-3a der New York Central und „Duplex“-Loks Klasse S1 und T1 der Pennsylvania Railroad. Doch die Dampflokomotiven erhielten von Anfang an Konkurrenz von Triebwagen und später von Dampfturbinen und Dieselloks.
Es zeigte sich, dass Diesellokomotiven eine bessere Energieausnutzung boten und so kamen die Stromliniendampflokomotiven nicht in größeren Stückzahlen zum Einsatz. Aber auch die damals noch junge Dieseltraktion wies vielfach eine Stromlinienverkleidung auf, so die ab 1934 gebauten Triebzüge und daraus weiterentwickelten Lokomotiven der E- und F-Reihen von GM in den USA.
Auch die elektrische GG1 der Pennsylvania Railroad ist eine klassische Stromlinienlok.
Bedeutende für die amerikanischen Lokomotiven waren die Industriedesigner Henry Dreyfuss, Otto Kuhler und Raymond Loewy.

## Beispiele in anderen Ländern

### Europa

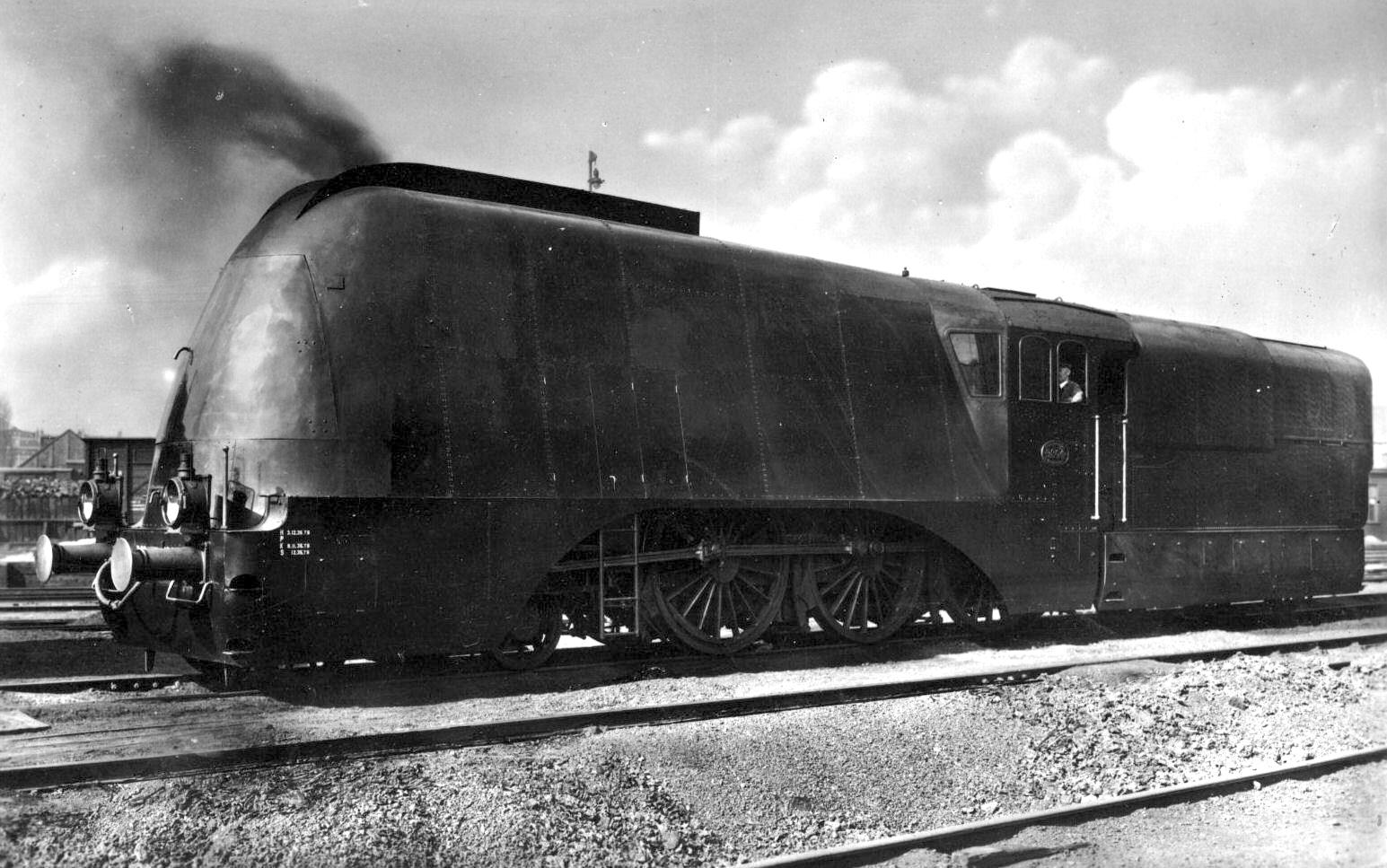
Lokomotive 3804 der Nederlandse Spoorwegen (NS) mit Stromlinienverkleidung

In Belgien sind vor allem die 1939 gebauten Atlantic-Lokomotiven der NMBS/SNCB-Reihe 12 zu nennen, die im Sommer 1939 zwischen Brüssel und Oostende mit 120,46 km/h den Weltrekord für die mittlere Fahrgeschwindigkeit planmäßiger dampfbespannter Züge zwischen zwei Bahnhöfen hielten. Diese Reisegeschwindigkeit wurde seitdem von dampfbespannten Zügen in Europa nicht mehr erreicht.
In Ungarn beschafften die Staatsbahnen MÁV ab 1936 vier Maschinen der MÁV-Baureihe 242, eine Tenderlokomotive der Achsfolge 2’B2’, die bei Messfahrten bis zu 152 km/h schnell waren. Sie bespannten nach dem Zweiten Weltkrieg unter anderem den Balt-Orient-Express und gehörten zu den wenigen Stromlinienlokomotiven, die ihre Verkleidung bis zur Ausmusterung behielten.
Die Niederländischen Staatsbahnen rüsteten ab 1936 sechs ihrer Ten-Wheeler der bereits ab 1910 gelieferten NS-Baureihe 3700 mit einer Stromschale aus. Da die Verkleidungen sich nicht bewährten und keine nennenswerte Kohlenersparnis brachten, wurden sie nach wenigen Jahren wieder demontiert.
Die polnische Staatsbahn Polskie Koleje Państwowe (PKP) beschaffte 1936 zwei Pacifics der PKP-Baureihe Pm36, von denen die Lokomotive Pm36-1 mit einer Stromlinienverkleidung ausgerüstet wurde. Nach der Besetzung Polens 1939 durch die Wehrmacht übernahm die Deutsche Reichsbahn die Lokomotive unter der Nummer 18 601 und demontierte die Stromlinienverkleidung.
In Jugoslawien erhielt 1937 eine Maschine der JDŽ-Reihe 01 nachträglich eine Stromlinienverkleidung für den Einsatz vor einem Expresszug zwischen Belgrad und Zagreb. Sie erreichte bei Probefahrten alleine bis zu 146 km/h und vor dem Zug 122 km/h. Im Planbetrieb konnten die höheren Geschwindigkeiten jedoch aufgrund der vorhandenen Streckeninfrastruktur und der beschränkten zulässigen Geschwindigkeiten kaum ausgenutzt werden, so dass es bei einer umgebauten Maschine blieb, die ihre Verkleidung nach wenigen Jahren wieder verlor.

### Andere Kontinente

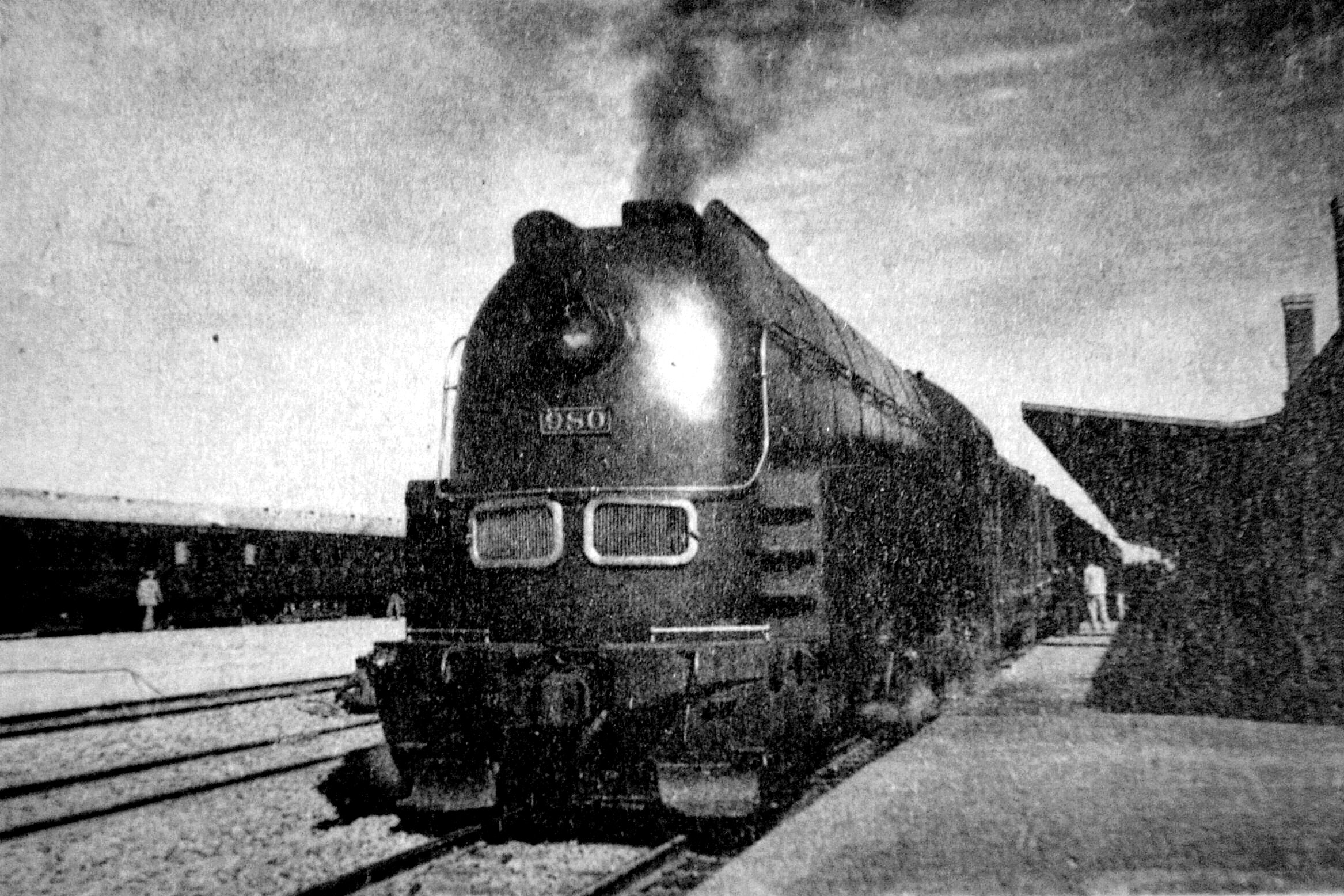
In Japan gebaute Lokomotive der Pashina-Klasse

In Australien wurde der ab 1937 zwischen Melbourne und Albury verkehrende Spirit of Progress der Victorian Railways (VR) planmäßig von den verkleideten Dampflokomotiven der VR-Klasse S gezogen. 1952 ersetzten die VR die Stromlinienlokomotiven durch Diesellokomotiven.
Auf der Südmandschurischen Eisenbahn in der japanisch besetzten Mandschurei bespannten ab 1934 in Japan bei Kawasaki gebaute Pacific-Lokomotiven der Pashina-Klasse den mit klimatisierten Wagen ausgestatteten Asia-Express zwischen Dalian und Changchun, ab 1935 bis Harbin. Bis zum Zweiten Weltkrieg war dieser Zug der schnellste in Asien verkehrende Reisezug. Die Lokomotiven wurden nach dem Krieg von der Volksrepublik China übernommen, eine blieb im Dampflokomotivenmuseum Shenyang erhalten.

## Bewertung
Allgemein bereiteten Stromlinienlokomotiven, genau so wie andere aerodynamisch gestaltete Fahrzeuge, den Weg für moderne Hochgeschwindigkeitszüge. Insbesondere Stromliniendampfloks bewährten sich allerdings im Alltag in der Regel nicht. Dampflokomotiven müssen im täglichen Betrieb umfangreich an vielen Teilen der Mechanik gewartet werden. Häufig waren diese Teile durch die Verkleidung schlecht erreichbar und mussten durch Klappen und Rollläden zugänglich gemacht werden. Auch Schmutz sammelte sich durch Verwirbelungen unter der Verkleidung. Zudem wurden nennenswerte Vorteile erst ab Geschwindigkeiten von über 120 km/h spürbar. In Deutschland wurden daher die Verkleidungen ab Anfang des Zweiten Weltkrieges schrittweise entfernt. Lediglich Teilverkleidungen wurden weiter verwendet. Eine der wenigen lange eingesetzten Lokomotiven, bei der die Stromschale beibehalten wurde, war die LNER-Klasse A4.
Der Begriff Stromlinienlok wurde später nur noch selten angewandt, da Lokomotiven immer weniger im Hochgeschwindigkeitsverkehr unterwegs sind und die meisten Lokomotiven ohnehin eine windschnittigeres Design haben. Moderne auffällig aerodynamische Lokomotiven sind die SBB Re 460 und die Siemens ES64U2.

## Museal erhaltene Stomliniendampflokomotiven

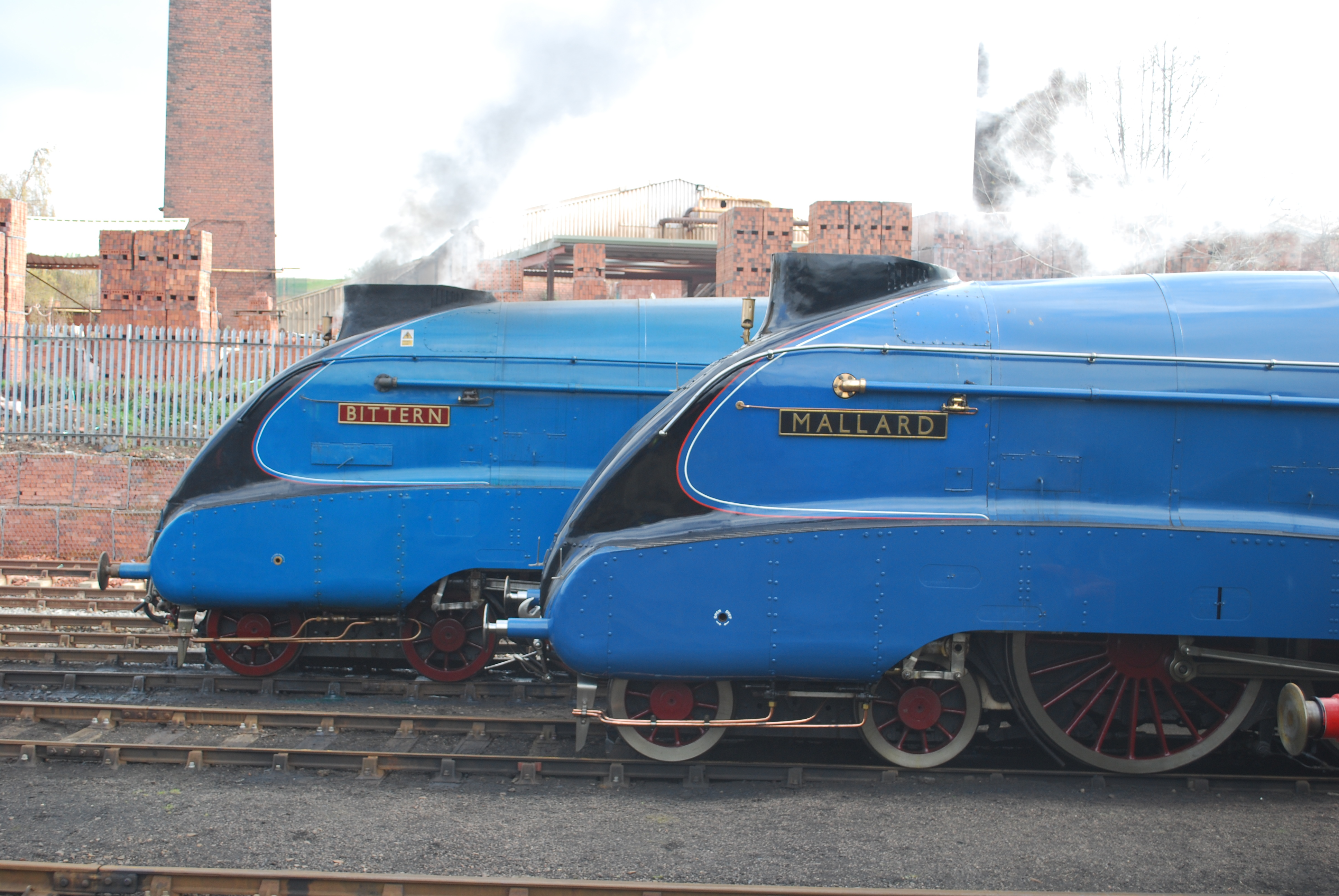
In Großbritannien stehen neben der Weltrekordlok „Mallard“ von 1938…
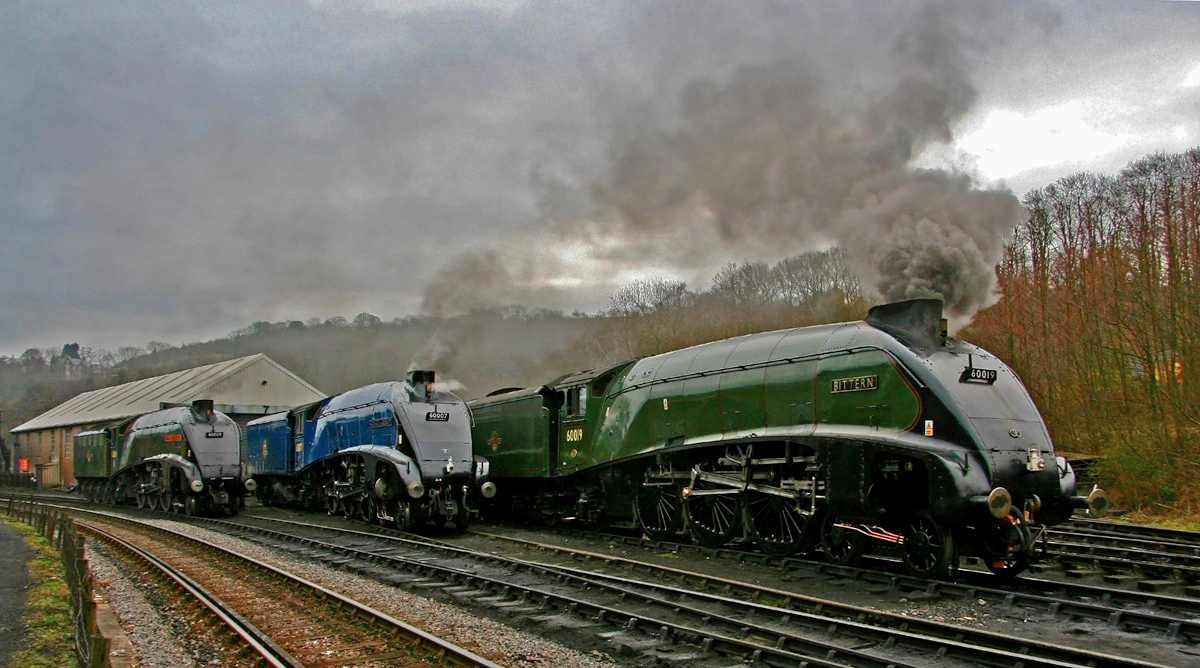
…noch weitere Maschinen der LNER-Klasse A4 betriebsfähig unter Dampf.
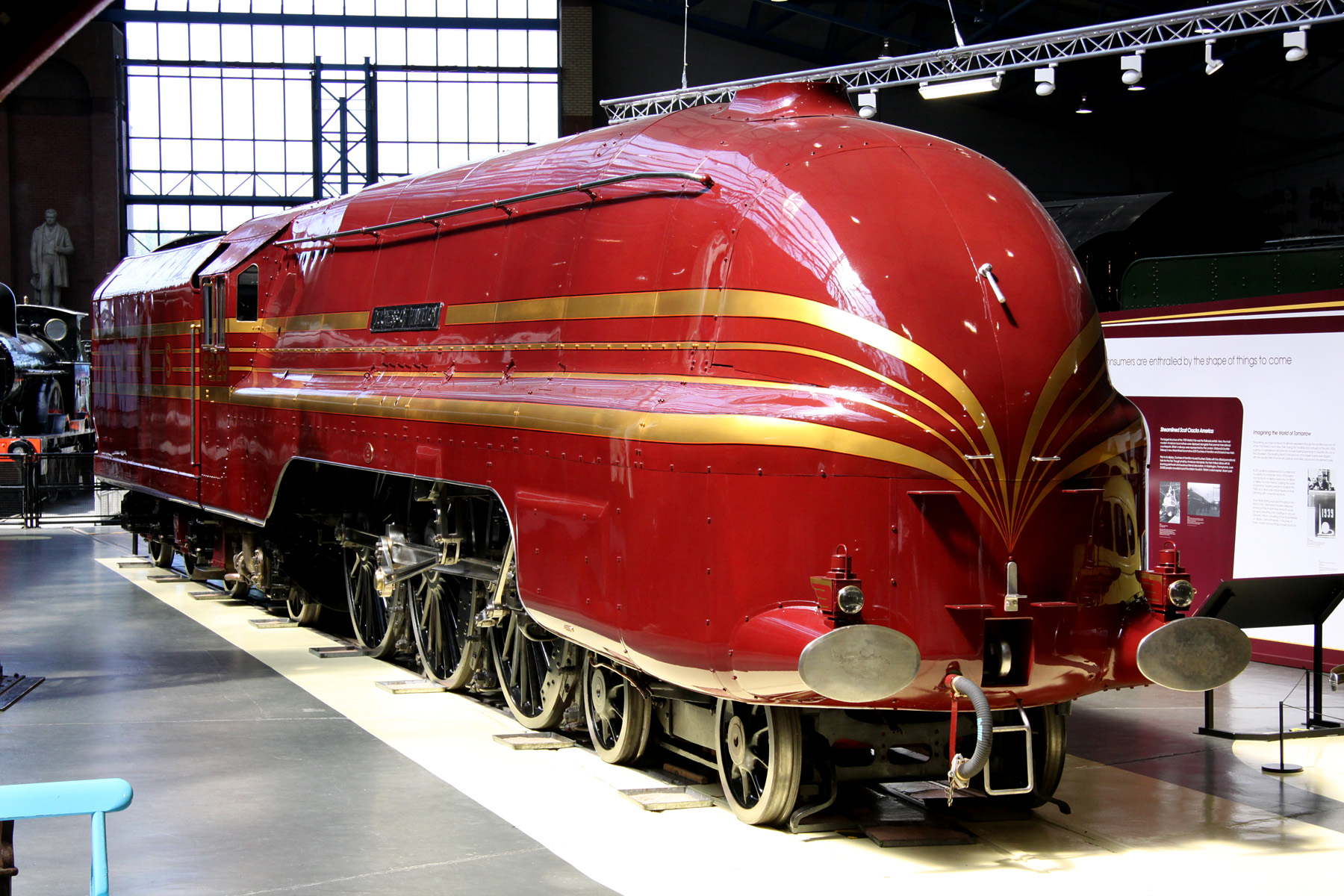
Rekonstruierte Lokomotive 6229 „Duchess of Hamilton“ der Coronation Class der LMS im Eisenbahnmuseum York
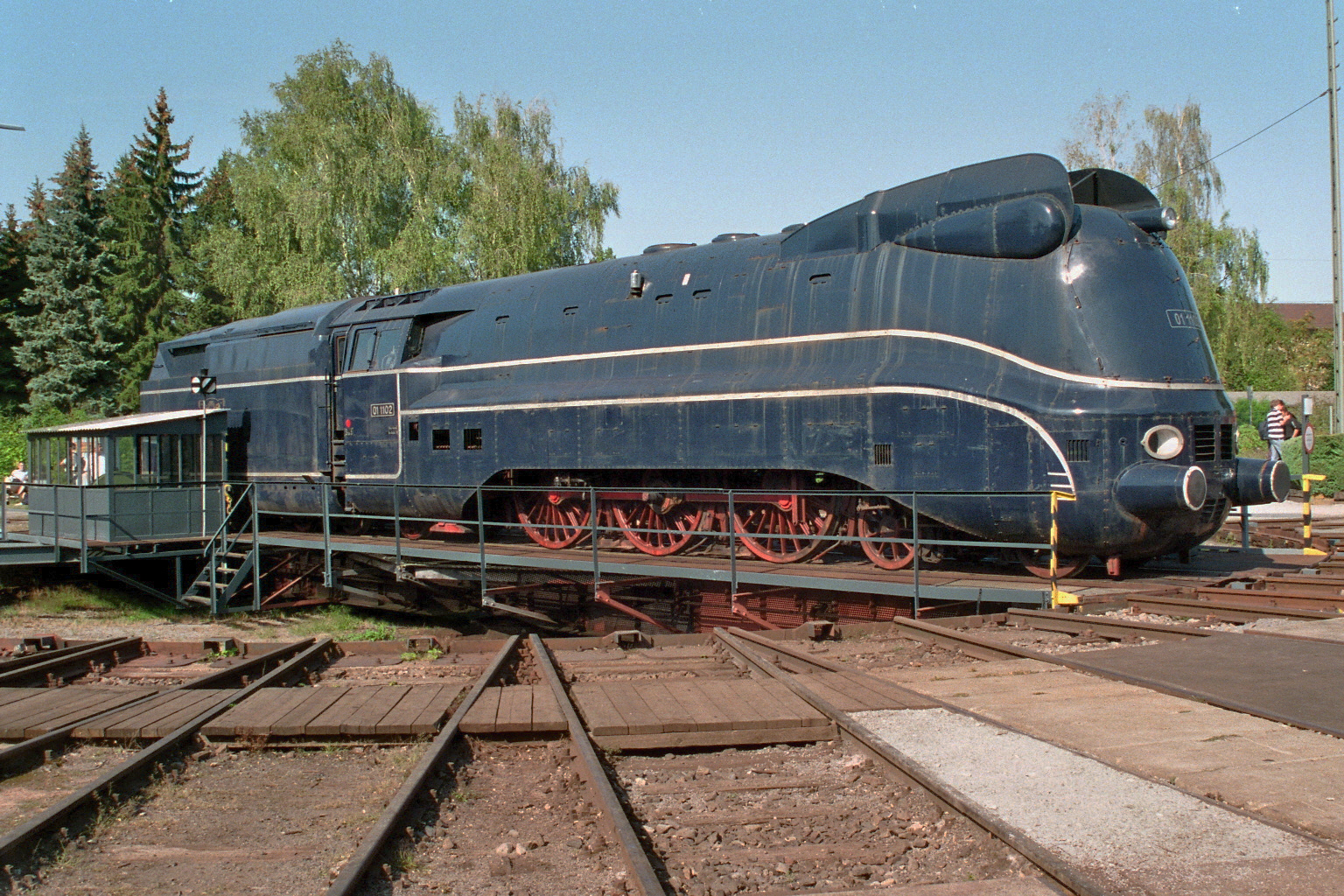
Seit 1996 trägt 01 1102 wieder wie 1940 eine Stromlinienverkleidung.
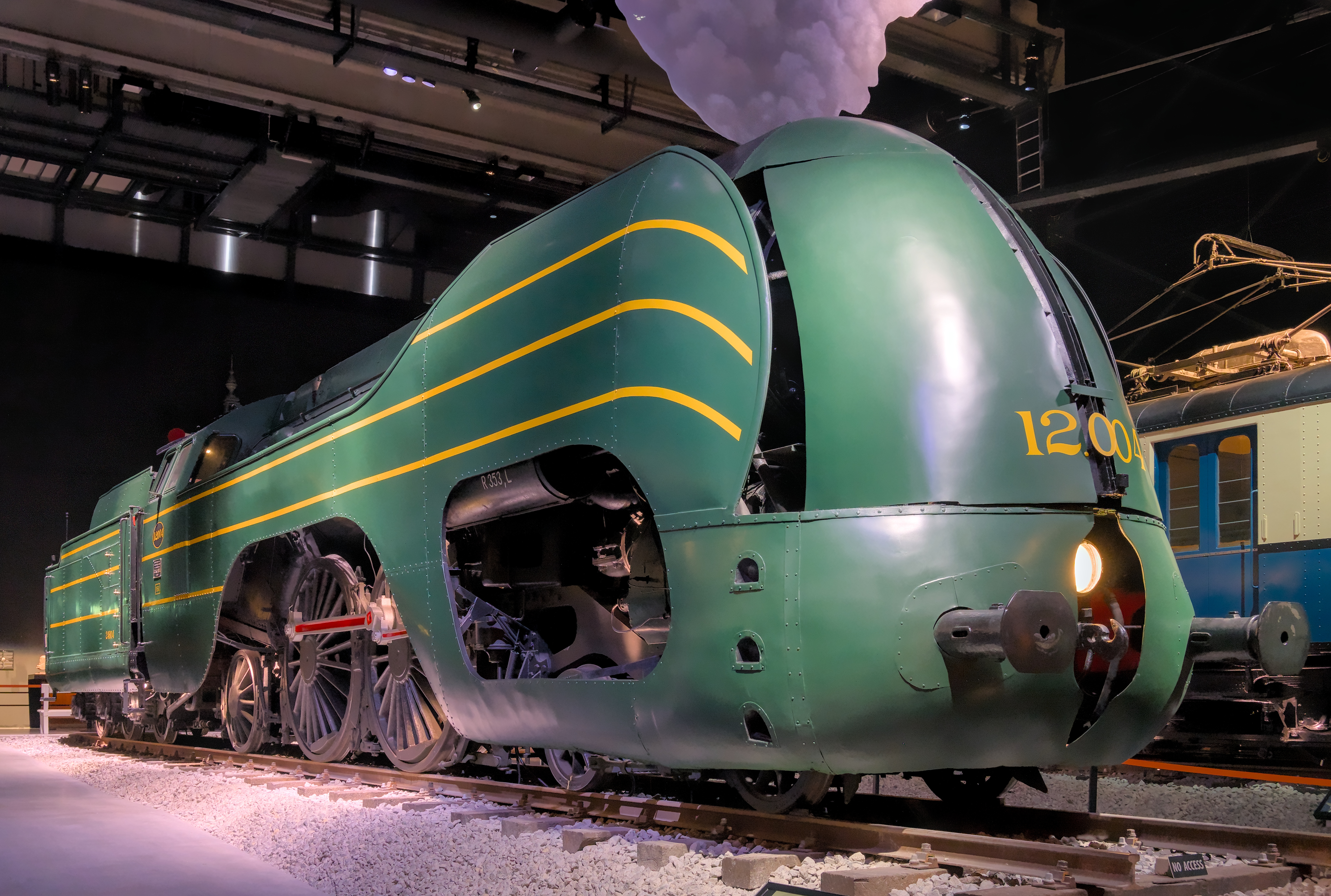
NMBS/SNCB-Reihe 12 im belgischen Eisenbahnmuseum Train World
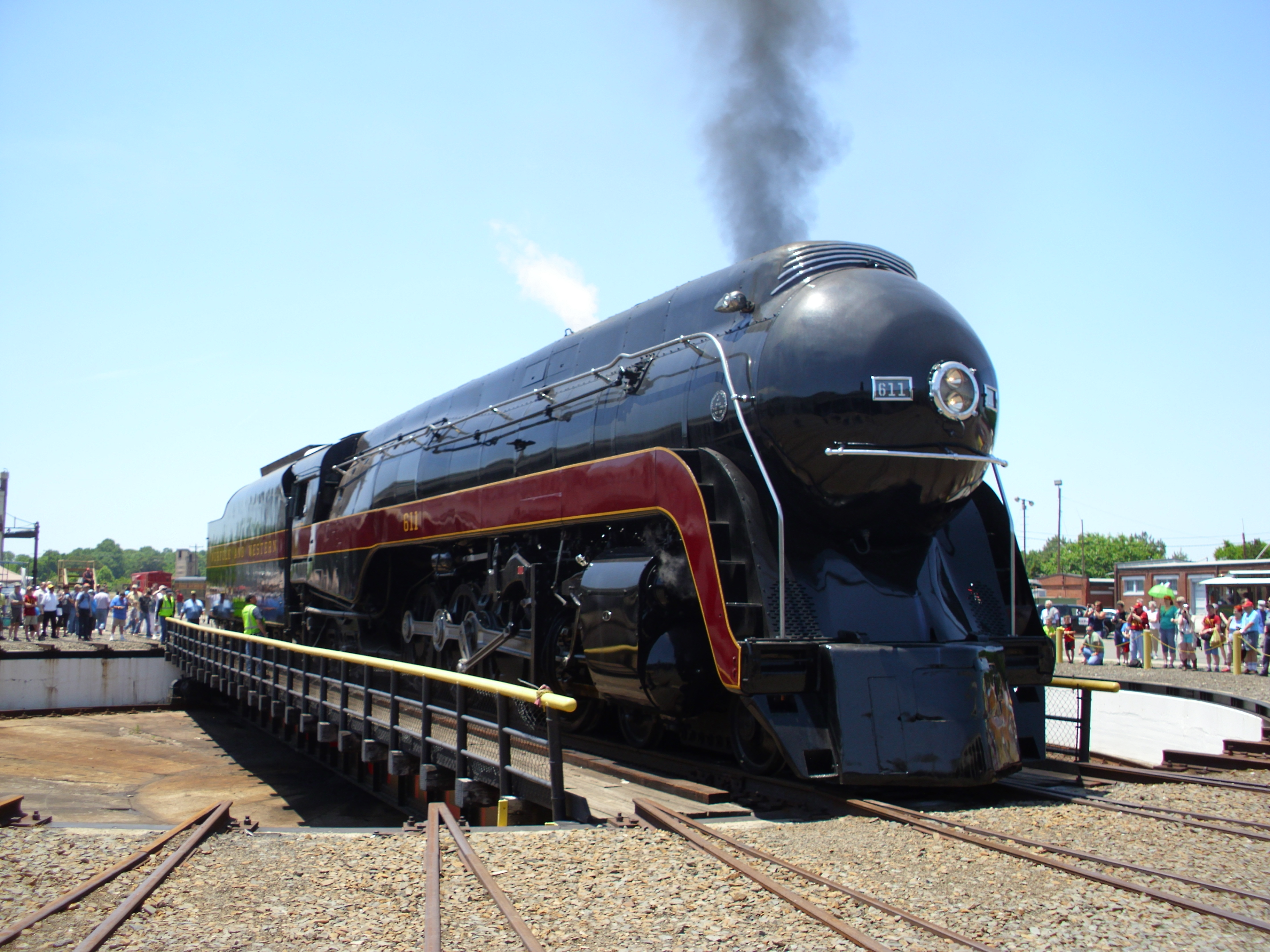
N&W-Klasse J Nr. 611 (Achsfolge 2’D2’) von 1944